# 生抽

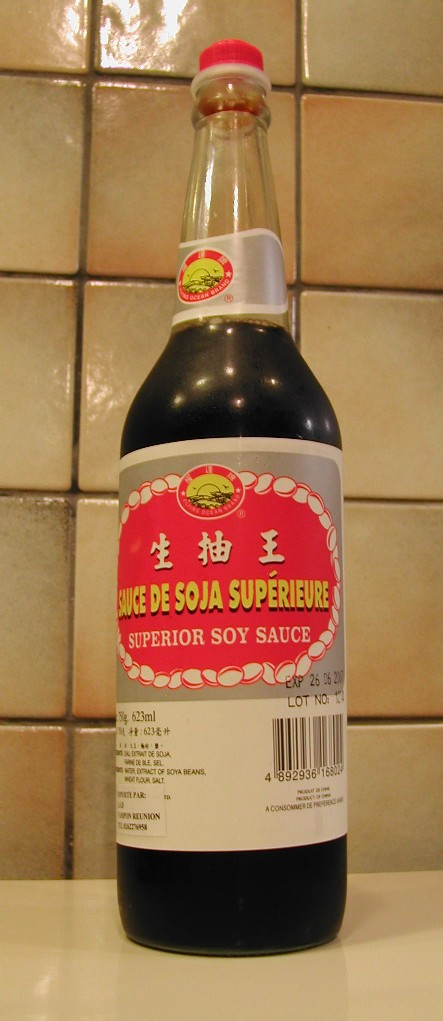
生抽

生抽又稱淡醬油，是醬油的一種，在香港、廣東普遍使用的醬油。特色是色澤較淡，呈紅褐色，味道較鹹。

## 用途
生抽顏色淡，咸味重，在烹调中主要用来提鲜。而老抽颜色重，咸味淡、甜味重，主要用来调色。

## 製法
生抽以大豆和麵粉作為主要原料，人工接入種麴，經天然曬製及發酵而成。